# 2003 w informatyce
Kalendarium informatyczne 2003 roku
- 19 stycznia – zaprezentowano FreeBSD 5.0[1].
- 28 marca – Microsoft wydał system operacyjny Windows Server 2003[2].
- marzec – Intel wprowadził procesory Intel Pentium M[2].
- 16 kwietnia – odnotowano pierwszy atak przez robaka Spybot[2].
- 28 kwietnia – Apple otworzyło iTunes[2].
- 27 maja – został wydany WordPress[2].
- 5 maja – uruchomiono LinkedIn[2].
- maj – wprowadzono system CAPTCHA[2].
- 30 czerwca – wydano przeglądarkę internetową Safari[2].
- 15 lipca – powołano Fundację Mozilla[2].
- 12 września – Valve zaprezentowało Steam[2].
- 23 września – na rynku pojawił się Adobe Premiere Pro[2].
- 1 października – uruchomiono portal 4chan[2].
- 17 października – Apple dodało obsługę iTunes dla komputerów z systemem Microsoft Windows[2].
- 29 października – wydano pierwszą grę z serii Call of Duty[2].
- październik – Andry Rubin założył firmę Android[2].
- październik – wydano Adobe Photoshop CS (8.0)[2].
- 2 listopada – wydano program do grafiki wektorowej Inkscape[2].
- 6 listopada – ukazała się Fedora, dystrybucja Linuksa[2].
- 24 listopada – Dan Ho wydał program Notepad++[2].
- listopad – rozpoczął działalność portal The Pirate Bay[2].
- AMD wydało Athlon 64, swój pierwszy 64-bitowy procesor[2].